# Frederick Curzon

Armoiries Curzon-Howe

Frederick Richard Penn Curzon, 7e comte Howe (né le 29 janvier 1951) est un homme politique britannique, membre du Parti conservateur.

## Biographie
Il étudie à Rugby puis à Oxford au sein de Christ Church, où il est nommé M.A. (Oxon) en 1973, avant de travailler comme banquier chez Barclays. En 1984, la mort de son cousin, le 6e comte Howe, il devient 7e comte de Howe, ce qui le contraint à cesser ses activités à la Cité.
Nommé « lord-in-waiting » par l'ancien premier ministre John Major, il est en 1991 porte-parole du gouvernement à la Chambre des lords au Travail et aux Transports, et en 1992 à l'Environnement et à la Défense. Il est ensuite promu sous-secrétaire d'État parlementaire du département de l'Agriculture, de la Pêche maritime et de l'Alimentation de 1992 à 1995, puis ministre de la Défense jusqu'en 1997.
Élu pair représentant aux élections suivantes du « House of Lords Act 1999 », à la suite de la démission du baron Strathclyde en 2013, le comte Howe devient le frontbencher conservateur au service le plus long en continu.
Sous-secrétaire d'État parlementaire à la Santé sous Cameron, depuis 2015 il est ministre d'État à la Défense et vice-leader de la Chambre des lords.
Il est aussi, depuis 2013, membre du conseil privé.

## Famille
Fils de George Curzon (1898-1976), aussi acteur de cinéma, il accède en 1984 aux titres familiaux de son cousin 2e degré Edward Curzon, 6e comte Howe (1908-1984), qui meurt sans héritier mâle. Le général Richard Curzon-Howe, 3e comte Howe, est son arrière-grand-père.
Le 26 mars 1983, il épouse Elizabeth Helen Stuart, fille aînée d'Edward Burleigh St.Lawrence Stuart (de la maison des comtes Castle Stewart). Le comte et la comtesse Howe ont quatre enfants :
- Anna Elizabeth Curzon (née 1987) ;
- Flora Grace Curzon (née 1989) ;
- Lucinda Rose Curzon (née 1991) ;
- Thomas Edward Penn Curzon, vicomte Curzon (né 1994), son héritier[5].